# Plac Targowy w Helsinkach

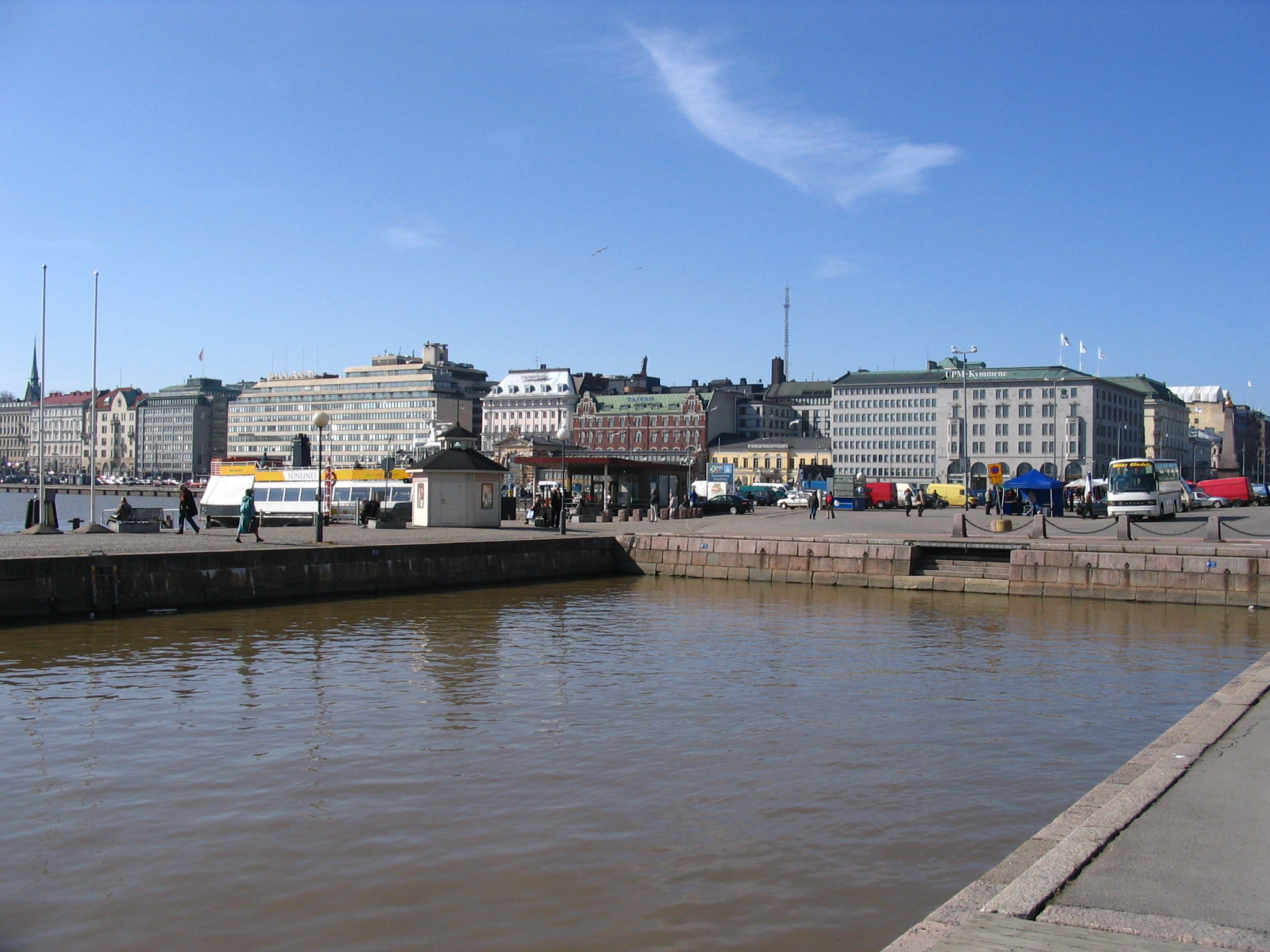
Plac Targowy w Helsinkach

Plac Targowy (fiń. Kauppatori, szw. Salutorget) – centralny plac w Helsinkach, w Finlandii.
Plac znajduje się w centrum Helsinek, na wschodnim krańcu Esplanadi, graniczy od południa z Bałtykiem i od wschodu z Katajanokką. Transport miejski Helsinek utrzymuje całoroczne połączenia promowe pomiędzy placem a Suomenlinną, latem również prywatne przedsiębiorstwa zapewniają rejsy promami, zarówno do Suomenlinny i innych pobliskich wysp.
Od wiosny do jesieni na placu sprzedaje się żywność, warzywa i owoce oraz pamiątki. Istnieje również wiele kawiarni na wolnym powietrzu. Niektóre kafejki oferują miejscowe wypieki (lihapiirakka). Na początku października w całych Helsinkach, również na Kauppatori, odbywa się targ śledziowy (silakkamarkkinat).

## Budynki na Kauppatori
- Dawna hala targowa
- Urząd miejski w Helsinkach
- Budynek sądu najwyższego
- Ambasada Szwecji
- Pałac Prezydencki w Helsinkach
- Katedra wyznania prawosławnego[3]
- Centrala Lasów Państwowych (UPM)